# Zespół Szkół Ogólnokształcących im. Henryka Sienkiewicza w Szydłowcu
Zespół Szkół Ogólnokształcących im. Henryka Sienkiewicza (pot. Dadejówka) – jeden z dwóch zespołów szkół średnich w Szydłowcu, złożony z I Liceum Ogólnokształcącego i Liceum dla Dorosłych.

## System nauczania
Placówka mieści dwie szkoły kształcące na poziomie średnim w kierunku ogólnokształcącym: liceum ogólnokształcące i liceum dla dorosłych. Kształcenie w liceum ogólnokształcącym objęte jest czteroklasowym programem nauczania. Obok nauczania ogólnego ustalono w nim ruchomą liczbę godzin lekcyjnych, zależną od profilowania kształcenia danego oddziału oraz roku nauczania. W ostatniej klasie uwypuklono przedmioty przygotowujące do egzaminu dojrzałości zgodnie z profilem, kosztem pozostałych kursów ogólnokształcących. Szkoła prowadzi seminaria przygotowawcze do matury dla uczniów-kandydatów z przedmiotów nie objętych rozszerzoną podstawą programową w ich oddziałach. Liceum ogólnokształcące prowadzi następujące oddziały, objęte profilowanym programem nauczania o rozszerzonych treściach merytorycznych:
- ogólnym (z programem rozszerzonym języka angielskiego),
- biologiczno-chemiczna (biologia, chemia, fizyka i astronomia),
- humanistyczna (język polski, język angielski, drugi język obcy nowożytny, historia, wiedza o społeczeństwie),
- lingwistyczna (język polski, język angielski, język niemiecki, język łaciński i kultura antyczna, trzeci język obcy nowożytny),
- matematyczno-informatyczna (matematyka, fizyka i astronomia, technologie informatyczne).
- psychologiczno-pedagogiczna (wiedza o społeczeństwie, propedeutyka psychologii, propedeutyka pedagogiki).

Szkoła proponuje nauczanie kilku języków obcych. W zależności od zapotrzebowania uczniów i możliwości kadrowych placówki poza językiem angielskim realizowane są kursy: francuskiego, niemieckiego, włoskiego, rosyjskiego. Uczniowie oddziału humanistycznego mogą uczestniczyć w fakultatywnych seminariach teoretycznych i praktycznych, przygotowujących do zawodu dziennikarza (obejmujących zajęcia z m.in. filozofii retoryki, twórczego pisania i pisarstwa prasowego). Liceum objęte jest patronatem ośrodków akademickich: Uniwersytetu Jana Kochanowskiego w Kielcach (m.in. Szkolna Sesja Popularnonaukowa) i Uniwersytetu Marii Curie-Skłodowskiej w Lublinie.
Liceum dla Dorosłych jest 3-letnią szkołą andragogiczną, przygotowującą pełnoletnich absolwentów szkół podstawowych oraz szkół zawodowych do zdania matury.

## Siedziba
Budynek szkoły znajduje się przy skrzyżowaniu ulic: Zamkowej z Tadeusza Kościuszki. Działka ta przed II wojną światową należała do miejscowego kahału. Znajdowały się tu także liczne domy żydowskie, tzw. Synagoga Wielka i cmentarz oraz prawdopodobnie mykwa. Jednak w wyniku przegranej wojny obronnej 1939 r. i okupacji niemieckiej zostały one zniszczone. Ostatecznie praw do tej własności kahał szydłowiecki został pozbawiony w 1946 wraz z jego rozwiązaniem. Tereny te przejął zarząd miasta.
Wiosną 1958 roku Radomskie Przedsiębiorstwo Budownictwa Miejskiego rozpoczęło budowę 15-izbowej szkoły. Oprócz sal lekcyjnych, szkoła otrzymała pełno wymiarową salę gimnastyczną, stołówkę, świetlicę, bibliotekę i szereg niezbędnych pomieszczeń administracyjnych. Budowa trwała 2 lata i zakończona została 14 października 1960 roku i dwa tygodnie później, 29 października szkoła została przeniesiona do nowego budynku i już w tym miejscu w listopadzie obchodziła 15-lecie swojego istnienia. W roku 1965 po usunięciu z terenu szkoły magazynu drzewnego Gminnej Spółdzielni ”Samopomocy Chłopskiej” przystąpiono do budowy boisk sportowych. W pierwszym etapie prac wybudowano boisko do piłki ręcznej i 100 metrową bieżnię. W roku 1967 przystąpiono do budowy boiska do piłki siatkowej, koszykowej i rzutni. Z powodu braku środków na asfaltowanie, zakończenie wszystkich prac nastąpiło dopiero w roku 1973. Wybudowano również wybieg, budynek gospodarczy, zagospodarowano teren wokół szkoły i wydzielono teren na działki szkolne. Usunięto niemal wszystkie materialne przeszkody hamujące dalszy rozwój szkoły.
W ostatnim dziesięcioleciu szkoła przeżywała liczne remonty. Początkowo wymienione zostały okana i zmieniona cała elewacja budynku. Sukcesywnie odbywają się renowacje wnętrz, z których ostatni miał miejsce w 2009 roku.
Od 1956 w budynkach szkoły funkcjonuje Społeczne Ognisko Artystyczne. W 2009 w siedzibie szkoły uruchomiono Powiatową Bibliotekę Publiczną.

## Historia

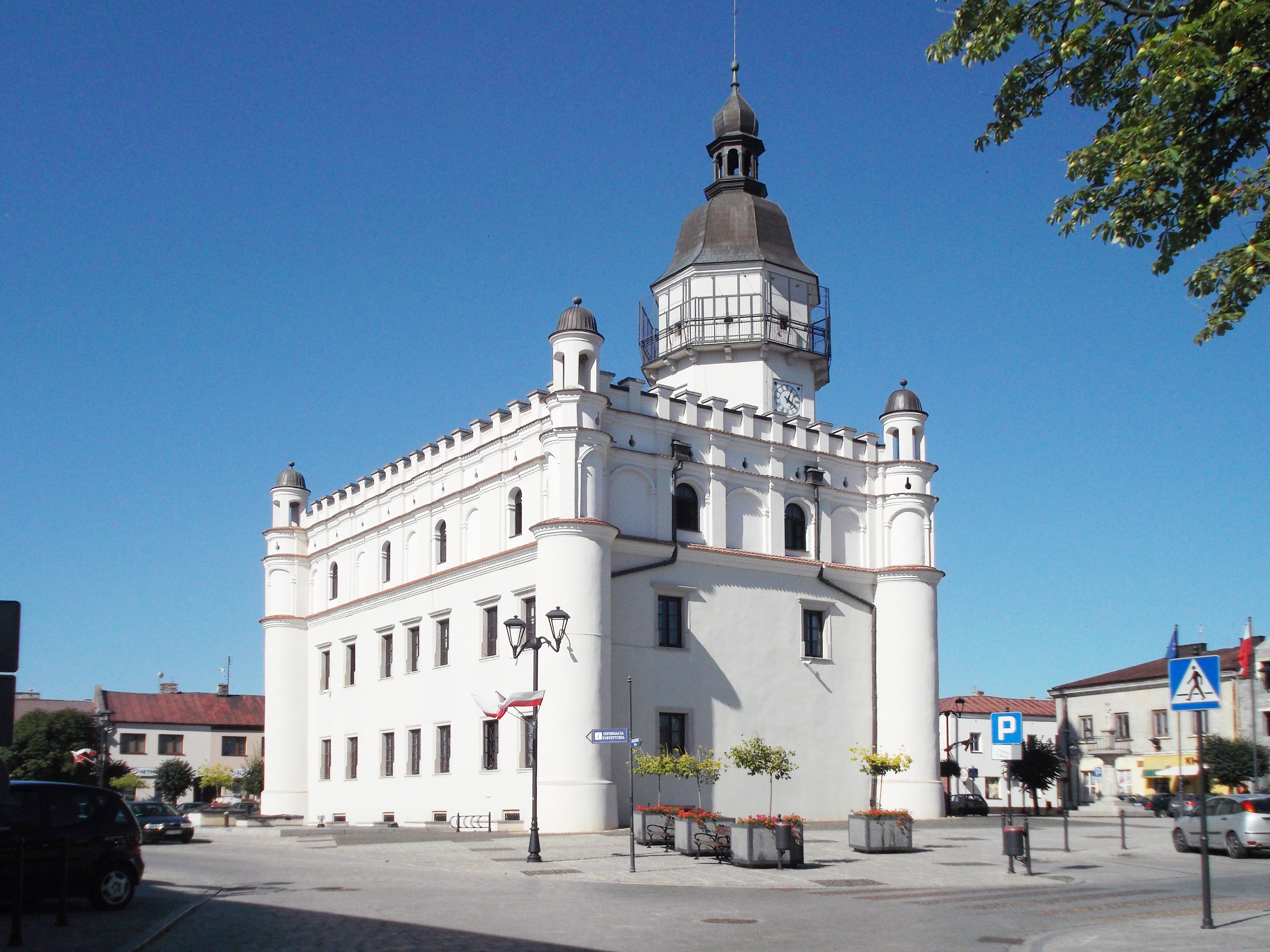
Ratusz Miejski – jeden z gmachów szkolnych w latach 1948–1960

Inicjatywę założenia szkoły licealnej w Szydłowcu podjęli prezes przewodniczący Rady Miejskiej Franciszek Krzemiński, burmistrz Wincenty Szeloch i proboszcz ks. Jan Węglicki. W 1945 odbyło się w remizie OSP zebranie informacyjne w sprawie utworzenia gimnazjum. Na zebraniu powołano Towarzystwo Przyjaciół Szkoły Średniej liczące 26 osób. Prezesem Towarzystwa wybrano Eugeniusza Majchszaka, a sekretarzem Tytusa Skrzyńskiego. Towarzystwo wezwało mieszkańców Szydłowca do dobrowolnego opodatkowania się na rzecz szkoły. Szybko zebrano fundusze na remont budynku przy ulicy Zamkowej 6, który Zarząd Miejski przeznaczył na szkołę. 10 września tego roku uroczyście otworzono nowy rok szkolny. Pierwszym dyrektorem szkoły został Józef Lisak. Niedługo później zrezygnował z funkcji, a obowiązki po nim przejął Stanisław Lipiński. Od początku istnienia szkoła przeżywała trudności lokalowe.  Zbyt małe pomieszczenia na sale lekcyjne zwiększały ilość oddziałów i koszty kształcenia. Z tego powodu wielu uczniów zrezygnowało z nauki już w pierwszym roku. Dyrekcja usilnie starała się poprawić warunki lokalowe. W ich wyniku władze miejskie przekazały szkole 1. i 2. piętro ratusza. Korzystano z nich od 1 września 1948 roku.
Ze względu na dużą liczbę uczniów mieszkających na stałe poza Szydłowcem postanowiono zorganizować internat. W 1947 otwarto taką placówkę przy ul. Jana Kilińskiego. Ponadto w budynku internatu znajdowały się specjalistyczne pracownie: biologiczno-chemiczna i fizyczna, ponieważ pomieszczenia szkoły w ratuszu nie były przystosowane do przeprowadzania doświadczeń na zajęciach. Z czasem, kiedy przybywało uczniów, założono oddzielny internat dla chłopców przy ul. Garbarskiej.
W latach 1945–1947 szkoły średnie ogólnokształcące zostały poddane reformie. Stopniowo likwidowano gimnazjum, przyznając I i II klasę szkołom podstawowym, a III i IV liceom. Zmiany programów w gimnazjach i liceach były minimalne. Szkoły pracowały według programów przedwojennych, z których usunięto elementy ideologiczne, obce oraz wprowadzono naukę o Polsce i świecie współczesnym i język rosyjski. Nauczanie przedmiotów uregulowano specjalnymi instrukcjami. Istotnym dla powojennego rozwoju szkolnictwa ogólnokształcącego był rok 1949, w którym wprowadzono czteroklasowe liceum ogólnokształcące wiążące szkołę podstawową, liceum w jedenastoletnią jednolitą szkołę ogólnokształcącą. Podobnym przemianom podlegało również Miejskie Gimnazjum Prywatne w Szydłowcu.
| Dyrektorzy liceum |                           |                  |                    |
| Okres urzędowania | Imię i nazwisko           | Zastępcy         | Zastępcy           |
| 1945–1946         | Józef Lisak               | Maria Ziółkowska | Maria Ziółkowska   |
| 1946–1947         | Stanisław Lipiński        | Maria Ziółkowska | Maria Ziółkowska   |
| 1947              | Aleksander Małecki (p.o.) | Maria Ziółkowska | Maria Ziółkowska   |
| 1948–1950         | Jacenty Pałysiewicz       | Jan Rostocki     | Jan Rostocki       |
| 1950–1981         | Stanisław Dadej           | 1953–1955        | Henryka Panek      |
| 1950–1981         | Stanisław Dadej           | 1955–1958        | Jan Rostocki       |
| 1950–1981         | Stanisław Dadej           | 1958–1960        | Zdzisław Rola      |
| 1950–1981         | Stanisław Dadej           | 1960–1968        | Jan Rostocki       |
| 1950–1981         | Stanisław Dadej           | 1968–1979        | Józef Dadej        |
| 1950–1981         | Stanisław Dadej           | 1979–1981        | Zofia Kochanek     |
| 1981–1993         | Józef Kądziela            | Wanda Skuza      | Wanda Skuza        |
| 1993–2002         | Wanda Skuza               | Anna Łękawska    | Anna Łękawska      |
| od 2002           | Karol Kopycki             | 2002–2012        | Marek Marcinkowski |
| od 2002           | Karol Kopycki             | 2012–2022        | Marzena Janowska   |
| od 2002           | Karol Kopycki             | od 2022          | Marek Marcinkowski |

Utrzymanie szkoły przez miasto wiązało ze sobą duże wydatki na oświatę, władze przekonywały o nie możności dalszej jej finansowania. Dlatego podjęto działania prowadzące do przekazania szkoły pod zarząd resortowy państwa. Dzięki tym staraniom i reformie szkolnictwa średniego ogólnokształcącego na podstawie zarządzenia ministerialnego, 24 lutego 1949 gimnazjum szydłowieckie zostało upaństwowione. W Szydłowcu powstała Państwowa Szkoła Ogólnokształcąca stopnia licealnego, a obowiązek jej utrzymania przejęło na siebie państwo. W tym samym roku upaństwowiony został również internat.
W maju 1950 odbył się po raz pierwszy egzamin dojrzałości, który złożyło 22 absolwentów.
Jednak w dalszym ciągu głównym problemem były warunki lokalowe. W lipcu 1951 władze miasta przekazały na potrzeby szkoły 4 sale w budynku przy pl. Karola Świerczewskiego 13 oraz cały budynek przy ul. Kilińskiego 10, a także budynek administracyjny w browarze przy ul. Sowińskiego. Poza wcześniejszymi pracowniami, w budynku internatu założono bibliotekę szkolną oraz gabinety wychowania fizycznego i przysposobienia wojskowego. Mimo to, dalej szkoła nie mogła pomieścić w jednym budynku wszystkich potrzebnych jej pracowni. Dlatego w 1955 władze miejskie przekazały szkole plac przy skrzyżowaniu ul. Zamkowej i Kościuszki. W 1958–1960 prowadzone były tam prace budowlane, po których zakończeniu szkoła została przeniesiona do nowego budynku.
W 2000 szkoła zmieniła organizację. Liceum Ogólnokształcące i Liceum Profilowane utworzyły Zespół Szkół Ponadgimnazjalnych nr 1, przemianowany w 2004 pod obecną nazwą. W 2007 w jego składzie powołano Liceum dla Dorosłych. W 2014, w wyniku reformy oświaty, liceum profilowane przestało funkcjonować.

## Znani absolwenci
- Wacław Depo – arcybiskup częstochowski
- Dariusz Grudzień – muzyk
- Władysław Masiarz – historyk
- Alicja Murynowicz – polityk, posłanka (SLD)
- Andrzej Siewierski – muzyk, wokalista grupy Azyl P.
- Sebastian Skuza – ekonomista, urzędnik państwowy
- Longin Szparaga – krytyk literacki, poeta związany z Orodem/Ogrodem-2
- Barbara Törnquist-Plewa – slawistka, kulturoznawczyni
- Adam Zimnicki – polityk, poseł (ZSL)

## Znani nauczyciele
- Stanisław Dworak – rysunek techniczny
- Tomasz Palacz – język polski, historia
- Stefan Zimniak – matematyka